# Vall del Rigart
Vall del Rigart este o arie protejată (arie specială de conservare — SAC, sit de importanță comunitară — SCI) din Spania întinsă pe o suprafață de 210,26 ha, integral pe uscat.

## Localizare
Centrul sitului Vall del Rigart este situat la coordonatele 42°18′48″N 2°07′13″E / 42.3133°N 2.1203°E.

## Înființare
Situl Vall del Rigart a fost declarat sit de importanță comunitară în septembrie 2006 pentru a proteja 30 de specii de animale. Situl a fost protejat și ca arie specială de conservare în decembrie 2013.

## Biodiversitate
Situată în ecoregiunea alpină, aria protejată conține 6 habitate naturale: Formațiuni montane de Cytisus purgans, Pante stâncoase silicioase cu vegetație casmofită, Râuri de munte și vegetația lor lemnoasă cu Salix elaeagnos, Păduri aluvionare cu Alnus glutinosa și Fraxinus excelsior (Alno-Padion, Alnion incanae, Salicion albae), Fânețe de joasă altitudine (Alopecurus pratensis, Sanguisorba officinalis), Roci stâncoase cu vegetație pionieră de Sedo-Scleranthion sau Sedo albi-Veronicion dillenii.
La baza desemnării sitului se află mai multe specii protejate:
- păsări (16): fluierar de munte (Actitis hypoleucos), rață mare (Anas platyrhynchos), Certhia brachydactyla, mierla de apă (Cinclus cinclus), porumbel gulerat (Columba palumbus), cinteză (Fringilla coelebs), capîntortură (Jynx torquilla), sfrâncioc roșiatic (Lanius collurio), forfecuță gălbuie (Loxia curvirostra), ciocârlie de pădure (Lullula arborea), muscar sur (Muscicapa striata), pițigoi de brădet (Periparus ater), Phalacrocorax carbo sinensis, mărăcinar negru (Saxicola torquatus), silvie roșcată (Sylvia cantillans), pănțărușul (Troglodytes troglodytes)
- mamifere (10): lupul (Canis lupus), Galemys pyrenaicus, vidră de râu (Lutra lutra), liliac cu aripi lungi (Miniopterus schreibersii), liliac cu urechi mari (Myotis bechsteinii), liliac cu urechi de șoarece (Myotis blythii), liliac cărămiziu (Myotis emarginatus), liliacul mediteranean cu potcoavă (Rhinolophus euryale), liliacul mare cu potcoavă (Rhinolophus ferrumequinum), liliacul mic cu potcoavă (Rhinolophus hipposideros)
- nevertebrate (4): fluturele de noapte (Eriogaster catax), fluturele auriu (Euphydryas aurinia), rădașcă (Lucanus cervus), Rosalia alpina

Pe lângă speciile protejate, pe teritoriul sitului au mai fost identificate 5 specii de amfibieni, 13 specii de mamifere, 4 specii de reptile.